# اودت کرمپین
پرنسس اودت مانیما کرمپین (۳۰ اکتبر ۱۹۷۳ - ۲۷ ژوئن ۲۰۱۶) کارآفرین برجسته آفریقایی و دیپلمات سابق بود که به عنوان کنسول افتخاری جمهوری دموکراتیک کنگو در فرانکفورت آم ماین خدمت می‌کرد. او که چهره‌ای شناخته شده در عرصه‌های تجاری و دیپلماتیک بود، در ۴۲ سالگی چشم از جهان فروبست.
کرمپین دوران کودکی خود را در استان مانیما گذراند تا اینکه در هشت سالگی همراه خانواده به پاریس مهاجرت کرد. او پس از آموختن خیاطی و تحصیل در رشته طراحی مد در پاریس و مراکش، در بیست سالگی اولین بوتیک خود را در نیجر راه اندازی کرد. در سال 2007، کرمپین به فرانکفورت آم ماین نقل مکان کرد و سازمان آموزشی Deutsch-Afrikanisches Jugendwerk (سازمان جوانان آلمانی آفریقایی) را بنیان نهاد.
در سپتامبر ۲۰۱۱، کرمپین به ریاست شرکت معدنی سومیما در جمهوری دموکراتیک کنگو منصوب شد.
کرمپین با چندین رسوایی مالی مواجه شد که شامل اتهامات کلاهبرداری، اختلاس کمک‌های مالی و سوءمدیریت مالی بود. علاوه بر این، شبهات جدی درباره صحت ادعاهای تجاری او وجود داشت. در سال ۲۰۱۲، او در آلمان ورشکستگی شخصی خود را اعلام کرد. این پرونده‌ها ادامه یافت تا جایی که در سال ۲۰۱۵، دادگاه جنایی آلمان به دلیل عدم پرداخت بدهی‌های شخصی و غیبت در جلسات دادگاه، او را به پرداخت جریمه‌ای معادل ۱۵٬۰۰۰ یورو محکوم کرد.
کرمپین به همراه دوستپسرش، استفان دی ویته، در سال ۲۰۱۴ به طور مرموزی ناپدید شدند. این ناپدید شدن همزمان با تحقیقات پلیس بلژیک درباره رسوایی فساد شرکت Duferco بود - پرونده‌ای که به دستگیری‌های متعدد و حتی استعفای سرژ کوبلا، شهردار وقت واترلو در بلژیک، انجامید.
او در تابستان 2016 در گوما درگذشت.